# The Bootleg Series Vol. 12: The Cutting Edge 1965-1966
The Bootleg Series Vol. 12: The Cutting Edge 1965–1966 es un álbum recopilatorio del músico estadounidense Bob Dylan, publicado por la compañía discográfica Columbia Records el 6 de noviembre de 2015. El álbum incluyó grabaciones inéditas, tomas alternativas y descartes de las sesiones de los álbumes Bringing It All Back Home, Highway 61 Revisited y Blonde on Blonde, publicados entre 1965 y 1966. Fue publicado en tres versiones: una edición de dos CD, otra edición deluxe de seis CD, y una versión de 18 discos limitada a 5 000 copias disponibles a través de la web de Dylan, que incluye «todas las tomas grabadas durante las sesiones de 1965 y 1966».

## Trasfondo
The Cutting Edge 1965–1966 recopila todas las sesiones de grabación de Bringing It All Back Home, Highway 61 Revisited y Blonde on Blonde, tres álbumes que Bob Dylan grabó en dieciocho meses entre 1965 y 1966. La trilogía marcó un cambio significativo en la carrera musical de Dylan, que había comenzado grabando canciones folk en acústico en trabajos como The Freewheelin' y The Times They Are A-Changin'. Sin embargo, en Bringing It All Back Home introdujo por primera vez elementos del rock y del blues, contrapuestos al folk dominante en sus anteriores trabajos. Su distanciamiento del folk se consolidó en sus dos siguientes trabajos, Highway 61 Revisited y Blonde on Blonde, que también incluyeron un cambio estilístico en las composiciones de Dylan, más cercanas al surrealismo en contraposición con las canciones protesta de sus primeros álbumes.

## Recepción
Tras su publicación, The Cutting Edge 1965–1966 obtuvo críticas en general positivas de la prensa musical, con un media de 99 sobre 100 en la web Metacritic basada en once reseñas. En su crítica para Allmusic, Stephen Thomas Erlewine otorgó cinco estrellas al álbum y comentó: «Entre los muchos regalos que The Cutting Edge tiene para ofrecer es que ilumina estos tres grandes discos —Bringing It All Back Home, Highway 61 Revisited y Blonde on Blonde—, al mismo tiempo que ilustra que eran meras instantáneas en el tiempo. Al romper las barreras que separaban a estos tres álbumes, The Cutting Edge muestra cómo para Dylan, durante este brillante y cegador apogeo, su música era un ser vivo, evolucionando de canción en canción, de toma a toma, donde la propia misión era tan trascendente como el destino final». Según Chris Gerard de PopMatters: «The Bootleg Series Vol. 12: The Cutting Edge 1965–1966 es algo más que solo música. Es historia cultural de una importancia colosal. Esta colección es una fuente que seguidores y estudiosos de la obra de Dylan referenciarán una y otra vez a medida que pasen los años y las décadas y que estos álbumes clásicos sean introducidos a nuevas generaciones de aficionados a la música».
A nivel comercial, The Cutting Edge 1965-1966 alcanzó el puesto 33 en la lista estadounidense Billboard 200 y la primera posición en Top Rock Albums, mientras que en el Reino Unido llegó al puesto doce en la lista de discos más vendidos. También entró en el top 10 de las listas de discos más vendidos en países como Alemania, Noruega, Suecia y Países Bajos.

## Lista de canciones

### The Best Of
| Disco uno |                                                    |                                |          |  |
| N.º       | Título                                             | Versión                        | Duración |  |
| 1.        | «Love Minus Zero/No Limit»                         | Toma 2 (acústica)              | 3:11     |  |
| 2.        | «I'll Keep It with Mine»                           | Toma 1 (demo al piano) (†)     | 4:11     |  |
| 3.        | «Bob Dylan's 115th Dream»                          | Tomas 1 y 2                    | 6:17     |  |
| 4.        | «She Belongs to Me»                                | Toma 1 (acústica)              | 2:57     |  |
| 5.        | «Subterranean Homesick Blues»                      | Toma 1 (alternativa)           | 2:38     |  |
| 6.        | «Outlaw Blues»                                     | Toma 2 (alternativa)           | 3:29     |  |
| 7.        | «On the Road Again»                                | Toma 4 (alternativa)           | 2:31     |  |
| 8.        | «Farewell Angelina»                                | Toma 1 (acústica) (†)          | 5:28     |  |
| 9.        | «If You Gotta Go, Go Now»                          | Toma 2 (alternativa)           | 2:50     |  |
| 10.       | «You Don't Have to Do That»                        | Toma 1 (acústica)              | 0:50     |  |
| 11.       | «California»                                       | Toma 1 (acústica)              | 3:05     |  |
| 12.       | «Mr. Tambourine Man»                               | Toma 3 (incompleta, con banda) | 3:23     |  |
| 13.       | «It Takes a Lot to Laugh, It Takes a Train to Cry» | Toma 8 (alternativa)           | 3:28     |  |
| 14.       | «Like a Rolling Stone» (Versión corta)             | Toma 5 (ensayo)                | 1:44     |  |
| 15.       | «Like a Rolling Stone»                             | Toma 11 (alternativa)          | 5:56     |  |
| 16.       | «Sitting on a Barbed Wire Fence»                   | Toma 2                         | 3:58     |  |
| 17.       | «Medicine Sunday»                                  | Toma 1                         | 1:01     |  |
| 18.       | «Desolation Row»                                   | Toma 2 (demo al piano)         | 2:00     |  |
| 19.       | «Desolation Row»                                   | Toma 1 (alternativa)           | 11:15    |  |
| 70:12     |                                                    |                                |          |  |

| Disco dos |                                                         |                         |          |  |
| N.º       | Título                                                  | Versión                 | Duración |  |
| 1.        | «Tombstone Blues»                                       | Toma 1 (alternativa)    | 7:30     |  |
| 2.        | «Positively 4th Street»                                 | Toma 5 (alternativa)    | 4:24     |  |
| 3.        | «Can You Please Crawl Out Your Window?» (Versión corta) | Toma 1 (alternativa)    | 4:05     |  |
| 4.        | «Just Like Tom Thumb's Blues»                           | Toma 3 (ensayo)         | 5:39     |  |
| 5.        | «Highway 61 Revisited»                                  | Toma 3 (alternativa)    | 3:30     |  |
| 6.        | «Queen Jane Approximately»                              | Toma 5 (alternativa)    | 6:02     |  |
| 7.        | «Visions of Johanna»                                    | Toma 5 (ensayo)         | 7:40     |  |
| 8.        | «She's Your Lover Now»                                  | Toma 6 (ensayo)         | 4:58     |  |
| 9.        | «Lunatic Princess»                                      | Toma 1                  | 1:20     |  |
| 10.       | «Leopard-Skin Pill-Box Hat»                             | Toma 8 (alternativa)    | 3:26     |  |
| 11.       | «One of Us Must Know (Sooner or Later)»                 | Toma 19 (alternativa)   | 5:10     |  |
| 12.       | «Stuck Inside of Mobile with the Memphis Blues Again»   | Toma 13 (alternativa)   | 4:03     |  |
| 13.       | «Absolutely Sweet Marie»                                | Toma 1 (alternativa)    | 5:01     |  |
| 14.       | «Just Like a Woman»                                     | Toma 4 (alternativa)    | 5:19     |  |
| 15.       | «Pledging My Time»                                      | Toma 1 (alternativa)    | 3:22     |  |
| 16.       | «I Want You»                                            | Toma 4 (alternativa)    | 2:51     |  |
| 17.       | «Highway 61 Revisited»                                  | Toma 7 (comienzo falso) | 0:32     |  |
| 74:52     |                                                         |                         |          |  |

### Edicióndeluxe
| Disco uno |                                |                            |          |  |
| N.º       | Título                         | Versión                    | Duración |  |
| 1.        | «Love Minus Zero/No Limit»     | Toma 1                     | 1:34     |  |
| 2.        | «Love Minus Zero/No Limit»     | Toma 2 (acústica)          | 3:11     |  |
| 3.        | «Love Minus Zero/No Limit»     | Toma 3 (completa)          | 3:42     |  |
| 4.        | «Love Minus Zero/No Limit»     | Toma 1 (completa)          | 2:43     |  |
| 5.        | «I'll Keep it With Mine»       | Toma 1 (demo al piano) (†) | 4:12     |  |
| 6.        | «It's All Over Now, Baby Blue» | Toma 1 (†)                 | 3:34     |  |
| 7.        | «Bob Dylan's 115th Dream»      | Toma 1 (fragmento)         | 0:26     |  |
| 8.        | «Bob Dylan's 115th Dream»      | Toma 2 (completa)          | 5:50     |  |
| 9.        | «She Belongs to Me»            | Toma 1 (acústica)          | 2:59     |  |
| 10.       | «She Belongs to Me»            | Toma 2 (completa)          | 3:21     |  |
| 11.       | «She Belongs to Me»            | Toma 1 (completa)          | 2:39     |  |
| 12.       | «Subterranean Homesick Blues»  | Toma 1 (†)                 | 3:07     |  |
| 13.       | «Subterranean Homesick Blues»  | Toma 1 (alternativa)       | 2:39     |  |
| 14.       | «Outlaw Blues»                 | Toma 1 (completa)          | 2:17     |  |
| 15.       | «Outlaw Blues»                 | Toma 2 (alternativa)       | 3:30     |  |
| 16.       | «On the Road Again»            | Toma 1 (completa)          | 3:21     |  |
| 17.       | «On the Road Again»            | Toma 5 (alternativa)       | 2:31     |  |
| 18.       | «On the Road Again»            | Toma 1 (completa)          | 2:31     |  |
| 19.       | «On the Road Again»            | Toma 7 (completa)          | 2:48     |  |
| 20.       | «Farewell, Angelina»           | Toma 1 (acústica) (†)      | 5:28     |  |
| 21.       | «If You Gotta Go, Go Now»      | Toma 1 (completa)          | 2:54     |  |
| 22.       | «If You Gotta Go, Go Now»      | Toma 2 (alternativa)       | 2:50     |  |
| 23.       | «You Don't Have to Do That»    | Toma 1 (acústico)          | 0:48     |  |

| Disco dos |                                                    |                                     |          |  |
| N.º       | Título                                             | Versión                             | Duración |  |
| 1.        | «California»                                       | Toma 1 (acústica)                   | 3:06     |  |
| 2.        | «It's Alright, Ma (I'm Only Bleeding)»             | Toma 1 (falso comienzo)             | 1:10     |  |
| 3.        | «Mr. Tambourine Man»                               | Tomas 1 y 2                         | 1:52     |  |
| 4.        | «Mr. Tambourine Man»                               | Toma 3 (incompleta con banda)       | 3:23     |  |
| 5.        | «It Takes a Lot to Laugh, it Takes a Train to Cry» | Toma 1 (completa)                   | 2:40     |  |
| 6.        | «It Takes a Lot to Laugh, it Takes a Train to Cry» | Toma 8 (alternativa)                | 3:29     |  |
| 7.        | «It Takes a Lot to Laugh, it Takes a Train to Cry» | Toma 3 (incompleta)                 | 3:13     |  |
| 8.        | «It Takes a Lot to Laugh, it Takes a Train to Cry» | Toma 3 (completa)                   | 3:42     |  |
| 9.        | «Sitting on a Barbed Wire Fence»                   | Toma 2                              | 4:00     |  |
| 10.       | «Tombstone Blues»                                  | Toma 1 (alternativa)                | 7:29     |  |
| 11.       | «Tombstone Blues»                                  | Toma 9 (†)                          | 3:27     |  |
| 12.       | «Positively 4th Street»                            | Tomas 1, 2 y 3 (comienzos en falso) | 0:56     |  |
| 13.       | «Positively 4th Street»                            | Toma 4 (completa)                   | 4:24     |  |
| 14.       | «Positively 4th Street»                            | Toma 5 (alternativa)                | 4:24     |  |
| 15.       | «Desolation Row»                                   | Toma 1 (alternativa)                | 11:17    |  |
| 16.       | «Desolation Row»                                   | Toma 2 (demo)                       | 2:01     |  |
| 17.       | «Desolation Row»                                   | Toma 5 (remake completa)            | 10:51    |  |
| 18.       | «From a Buick 6»                                   | Toma 1 (falso comienzo)             | 0:23     |  |
| 19.       | «From a Buick 6»                                   | Toma 4 (†)                          | 3:10     |  |

| Disco tres |                        |                                            |          |  |
| N.º        | Título                 | Versión                                    | Duración |  |
| 1.         | «Like a Rolling Stone» | Tomas 1, 2 y 3 (ensayo)                    | 5:48     |  |
| 2.         | «Like a Rolling Stone» | Toma 4 (ensayo)                            | 1:39     |  |
| 3.         | «Like a Rolling Stone» | Toma 5 (ensayo)                            | 2:17     |  |
| 4.         | «Like a Rolling Stone» | Remake de ensayo                           | 2:33     |  |
| 5.         | «Like a Rolling Stone» | Toma 1 (remake)                            | 1:57     |  |
| 6.         | «Like a Rolling Stone» | Tomas 2 y 3 (remakes de ensayos)           | 0:35     |  |
| 7.         | «Like a Rolling Stone» | Toma 4 (remake) (†)                        | 6:28     |  |
| 8.         | «Like a Rolling Stone» | Toma 5 (remake)                            | 1:54     |  |
| 9.         | «Like a Rolling Stone» | Toma 6 (remake, comienzo en falso)         | 0:21     |  |
| 10.        | «Like a Rolling Stone» | Toma 8 (remake)                            | 4:18     |  |
| 11.        | «Like a Rolling Stone» | Tomas 9 y 10 (remakes, comienzos en falso) | 0:35     |  |
| 12.        | «Like a Rolling Stone» | Toma 11 (alternativa)                      | 5:57     |  |
| 13.        | «Like a Rolling Stone» | Toma 12 (comienzo en falso)                | 0:10     |  |
| 14.        | «Like a Rolling Stone» | Toma 13 (remake)                           | 1:36     |  |
| 15.        | «Like a Rolling Stone» | Toma 14 (remake, comienzo en falso)        | 0:23     |  |
| 16.        | «Like a Rolling Stone» | Toma 14 (remake)                           | 3:08     |  |
| 17.        | «Like a Rolling Stone» | Toma maestra (guitarra)                    | 6:25     |  |
| 18.        | «Like a Rolling Stone» | Toma maestra (voz y guitarra)              | 6:25     |  |
| 19.        | «Like a Rolling Stone» | Toma maestra (piano y bajo)                | 6:25     |  |
| 20.        | «Like a Rolling Stone» | Toma maestra (batería y órgano)            | 6:27     |  |

| Disco cuatro |                                         |                            |          |  |
| N.º          | Título                                  | Versión                    | Duración |  |
| 1.           | «Can You Please Crawl Out Your Window?» | Toma 1 (alternativa)       | 4:39     |  |
| 2.           | «Can You Please Crawl Out Your Window?» | Toma 17 (†)                | 4:01     |  |
| 3.           | «Highway 61 Revisited»                  | Toma 3 (alternativa)       | 3:30     |  |
| 4.           | «Highway 61 Revisited»                  | Toma 5 (completa)          | 3:40     |  |
| 5.           | «Highway 61 Revisited»                  | Toma 7 (comienzo en falso) | 0:33     |  |
| 6.           | «Just Like Tom Thumb's Blues»           | Toma 1                     | 1:09     |  |
| 7.           | «Just Like Tom Thumb's Blues»           | Toma 3 (ensayo)            | 5:39     |  |
| 8.           | «Just Like Tom Thumb's Blues»           | Toma 13 (completa)         | 5:29     |  |
| 9.           | «Queen Jane Approximately»              | Toma 2 (completa)          | 5:19     |  |
| 10.          | «Queen Jane Approximately»              | Toma 5 (alternativa)       | 5:02     |  |
| 11.          | «Ballad of a Thin Man»                  | Toma 2                     | 3:53     |  |
| 12.          | «Medicine Sunday»                       | Toma 1                     | 1:02     |  |
| 13.          | «Jet Pilot»                             | Toma 1 (†)                 | 1:27     |  |
| 14.          | «I Wanna Be Your Lover»                 | Toma 1 (fragmento)         | 1:07     |  |
| 15.          | «I Wanna Be Your Lover»                 | Toma 6 (completa)          | 3:30     |  |
| 16.          | «Instrumental»                          | Toma 2 (completa)          | 4:03     |  |
| 17.          | «Can You Please Crawl Out Your Window»  | Toma 6 (completa)          | 3:48     |  |
| 18.          | «Visions of Johanna»                    | Toma 1 (ensayo)            | 1:43     |  |
| 19.          | «Visions of Johanna»                    | Toma 5 (ensayo)            | 7:38     |  |

| Disco cinco |                                         |                                  |          |  |
| N.º         | Título                                  | Versión                          | Duración |  |
| 1.          | «Visions of Johanna»                    | Toma 7 (completa)                | 9:08     |  |
| 2.          | «Visions of Johanna»                    | Toma 8 (†)                       | 7:05     |  |
| 3.          | «Visions of Johanna»                    | Toma 14 (completa)               | 7:32     |  |
| 4.          | «She's Your Lover Now»                  | Toma 1                           | 3:02     |  |
| 5.          | «She's Your Lover Now»                  | Toma 6 (ensayo)                  | 4:59     |  |
| 6.          | «She's Your Lover Now»                  | Toma 15 (†)                      | 6:24     |  |
| 7.          | «She's Your Lover Now»                  | Toma 16 (completa)               | 8:27     |  |
| 8.          | «One of Us Must Know (Sooner or Later)» | Toma 2 (ensayo)                  | 2:16     |  |
| 9.          | «One of Us Must Know (Sooner or Later)» | Toma 4 (ensayo)                  | 1:54     |  |
| 10.         | «One of Us Must Know (Sooner or Later)» | Toma 19 (alternativa)            | 5:11     |  |
| 11.         | «Lunatic Princess»                      | Toma 1                           | 1:20     |  |
| 12.         | «4th Time Around»                       | Toma 11 (completa)               | 4:26     |  |
| 13.         | «Leopard-Skin Pill-Box Hat»             | Toma 3 (completa)                | 4:27     |  |
| 14.         | «Leopard-Skin Pill-Box Hat»             | Toma 8 (alternativa)             | 3:26     |  |
| 15.         | «Rainy Day Women ♯12 & 35»              | Toma 1 (ensayo y tema terminado) | 6:17     |  |

| Disco seis |                                                       |                       |          |  |
| N.º        | Título                                                | Versión               | Duración |  |
| 1.         | «Stuck Inside of Mobile with the Memphis Blues Again» | Toma 1 (ensayo)       | 3:23     |  |
| 2.         | «Stuck Inside of Mobile with the Memphis Blues Again» | Ensayo                | 4:54     |  |
| 3.         | «Stuck Inside of Mobile with the Memphis Blues Again» | Toma 5 (†)            | 5:52     |  |
| 4.         | «Stuck Inside of Mobile with the Memphis Blues Again» | Toma 13 (alternativa) | 4:09     |  |
| 5.         | «Stuck Inside of Mobile with the Memphis Blues Again» | Toma 14 completa)     | 7:04     |  |
| 6.         | «Absolutely Sweet Marie»                              | Toma 1 (alternativa)  | 5:02     |  |
| 7.         | «Just Like a Woman»                                   | Toma 1 (completa)     | 4:32     |  |
| 8.         | «Just Like a Woman»                                   | Toma 4 (alternativa)  | 5:20     |  |
| 9.         | «Just Like a Woman»                                   | Toma 8 (completa)     | 5:22     |  |
| 10.        | «Pledging My Time»                                    | Toma 1 (alternativa)  | 3:26     |  |
| 11.        | «Most Likely You Go Your Way and I'll Go Mine»        | Toma 1 (completa)     | 3:38     |  |
| 12.        | «Temporary Like Achilles»                             | Toma 3 (completa)     | 5:43     |  |
| 13.        | «Obviously Five Believers»                            | Toma 3 (completa)     | 3:47     |  |
| 14.        | «I Want You»                                          | Toma 4 (alternativa)  | 2:52     |  |
| 15.        | «Sad Eyed Lady of the Lowlands»                       | Toma 1 (completa)     | 10:06    |  |

- (†) Previamente publicada en otros lanzamientos oficiales.

## Personal
- Bob Dylan — voz, guitarra, piano, armónica.
- Mike Bloomfield, Al Gorgoni, John Hammond, Jr., Jerry Kennedy, Bruce Langhorne, Charlie McCoy, Wayne Moss, Kenny Rankin, Robbie Robertson — guitarras.
- Joe South — guitarra, bajo.
- Paul Griffin — piano, piano eléctrico, órgano.
- Al Kooper — órgano, piano eléctrico, celesta.
- Frank Owens — piano, piano eléctrico.
- Richard Manuel, Hargus "Pig" Robbins — piano.
- Garth Hudson — órgano.
- John Sebastian — bajo y armónica.
- John Boone, Harvey Brooks, Rick Danko, Joseph Macho, Jr., Russ Savakus, Henry Strzelecki — bajo.
- Kenny Buttrey, Bobby Gregg, Levon Helm, Sandy Konikoff, Sam Lay — batería.
- Angeline Butler — coros (en segunda toma de "If You Gotta Go, Go Now").

## Posición en listas
| País              | Lista                    | Posición |
| ----------------- | ------------------------ | -------- |
| Alemania          | Media Control Chart      | 10       |
| Australia         | ARIA Albums Chart        | 26       |
| Austria           | Ö3 Austria Top 40        | 12       |
| Bélgica (Valonia) | Ultratop 200 Albums      | 8        |
| Bélgica (Flandes) | Ultratop 200 Albums      | 50       |
| Canadá            | Canadian Albums Chart    | 77       |
| Dinamarca         | Danish Albums Chart      | 31       |
| Estados Unidos    | Billboard 200            | 33       |
| Francia           | SNEP Albums Chart        | 59       |
| Noruega           | VG-lista Albums Chart    | 3        |
| Nueva Zelanda     | New Zealand Albums Chart | 23       |
| Países Bajos      | Mega Albums Top 100      | 5        |
| Reino Unido       | UK Albums Chart          | 12       |
| Suecia            | Swedish Albums Chart     | 2        |
| Suiza             | Swiss Albums Chart       | 10       |